# Jay Nixon
Jeremiah W. "Jay" Nixon (De Soto (Missouri), 13 februari 1956) is een Amerikaans politicus. Tussen 2009 en 2017 was hij gouverneur van de Amerikaanse staat Missouri. Nixon is lid van de Democratische Partij. Hij is geen familie van de voormalige president Richard Nixon.

## Levensloop
Nixon behaalde een graad in de rechten aan de Universiteit van Missouri. Hij stelde zich voor de eerste keer verkiesbaar in 1986. Hij werd gekozen in de Senaat van Missouri namens Jefferson County. In 1988 stelde Nixon zich verkiesbaar voor de Amerikaanse Senaat. Hij nam het op tegen de zittende senator John Danforth, maar verloor met een groot verschil. Vier jaar later werd hij wel verkozen als de procureur-generaal van de staat Missouri.
Als procureur-generaal kwam hij met een plan voor een bel-me-niet-register. Intussen hebben meer dan 3.5 miljoen mensen zich daarvoor ingeschreven om niet langer opgebeld te worden door telemarketeers.
Voor het Amerikaans Hooggerechtshof won hij de rechtszaak Nixon v. Shrink. Daarin werd geoordeeld dat de staat Missouri het recht had beperkingen op te leggen aan campagnedonaties. Deze uitspraak baande ook de weg om op federaal niveau de wetgeving rondom campagnedonaties te hervormen.
Een aanklacht van Nixon tegen tabaksbedrijven vanwege het illegaal adverteren onder jongeren leidde tot de grootste schikking in de geschiedenis van de staat. Ook richtte hij de Environemental Protection Division op. Deze afdeling zag sterk toe of bedrijven de milieuwetgeving wel naleefden.
Gouverneur Matt Blunt maakte in januari 2008 onverwachts bekend dat hij zich niet herverkiesbaar zou stellen voor een tweede termijn. Nixon stelde zich daarop verkiesbaar en won de Democratische voorverkiezingen. Bij de algemene verkiezingen versloeg hij de Republikeinse afgevaardigde Kenny Hulshof. In 2012 werd Nixon herkozen voor een tweede termijn.
Na twee termijnen gouverneur te zijn geweest, mocht Nixon zich in 2016 niet nogmaals verkiesbaar stellen. De gouverneursverkiezing werd gewonnen door de Republikein Eric Greitens, die op 9 januari 2017 het gouverneurschap van Nixon overnam.
- Gemeinsame Normdatei: 1201575451
- International Standard Name Identifier: 0000 0000 4895 7144
- Library of Congress Control Number: no2003061534
- SNAC: w6qk56fd
- Virtual International Authority File: 39066224
- WorldCat: E39PBJqw7RB3TbgyQFMqRTmTpP